# Закс, Анна Борисовна
Анна Борисовна Закс (28 ноября 1899, Кишинёв, Бессарабская губерния —  8 октября 1996, Москва) — советский и российский историк-музеевед, теоретик и практик музейного дела, сотрудник Государственного исторического музея и НИИ музееведения, автор около 100 публикаций.

## Семья
Родилась в Кишинёве в семье сына двинского фабриканта Бориса Яковлевича Закса и Бейлы (Бетти) Иосифовны Закс (урождённой Ефруси; 1867—1931). Родители поженились в Кишинёве в 1890 году. Дед — крупный кишинёвский банкир, купец первой гильдии Иосиф Исаакович (Арн-Йосеф Ицикович) Ефруси, уроженец Белой Церкви. Сестра — Сарра Борисовна Закс (1898—1981), педагог-методист, автор пособий для учителей по обучению английскому языку, доцент МГУ, кандидат педагогических наук (1950).
Племянница доктора медицинских наук Зинаиды Осиповны Мичник, доктора философских наук Полины Осиповны Эфрусси, экономиста Бориса Осиповича Эфруси и историка Евы Марковны Эфруси. Двоюродные братья — молекулярный биолог Борис Самойлович Эфрусси и инженер-изобретатель в области радиотехники и телевидения Яков Исаакович Эфрусси, двоюродная сестра — музыкальный педагог Елена Самойловна (Эстер Самуиловна) Эфрусси.

## Образование
В 1920—1921 годах училась на курсах инструкторов-организаторов народного просвещения в Москве у А. В. Бакушинского и Н. А. Гейнике.
В 1925 году окончила факультет общественных наук МГУ.
Во второй половине 1920-х годов являлась сотрудником Экскурсбазы Наркомпроса РСФСР, проводила экскурсии для групп школьников. Специализировалась по историко-революционным экскурсиям под руководством Н. М. Дружинина, в том числе по экспозиции Музея Революции СССР. Участвовала в изданиях «По революционной Москве» (1926), «Октябрь в экскурсиях по Москве» (1927) и других.

## Трудовая деятельность

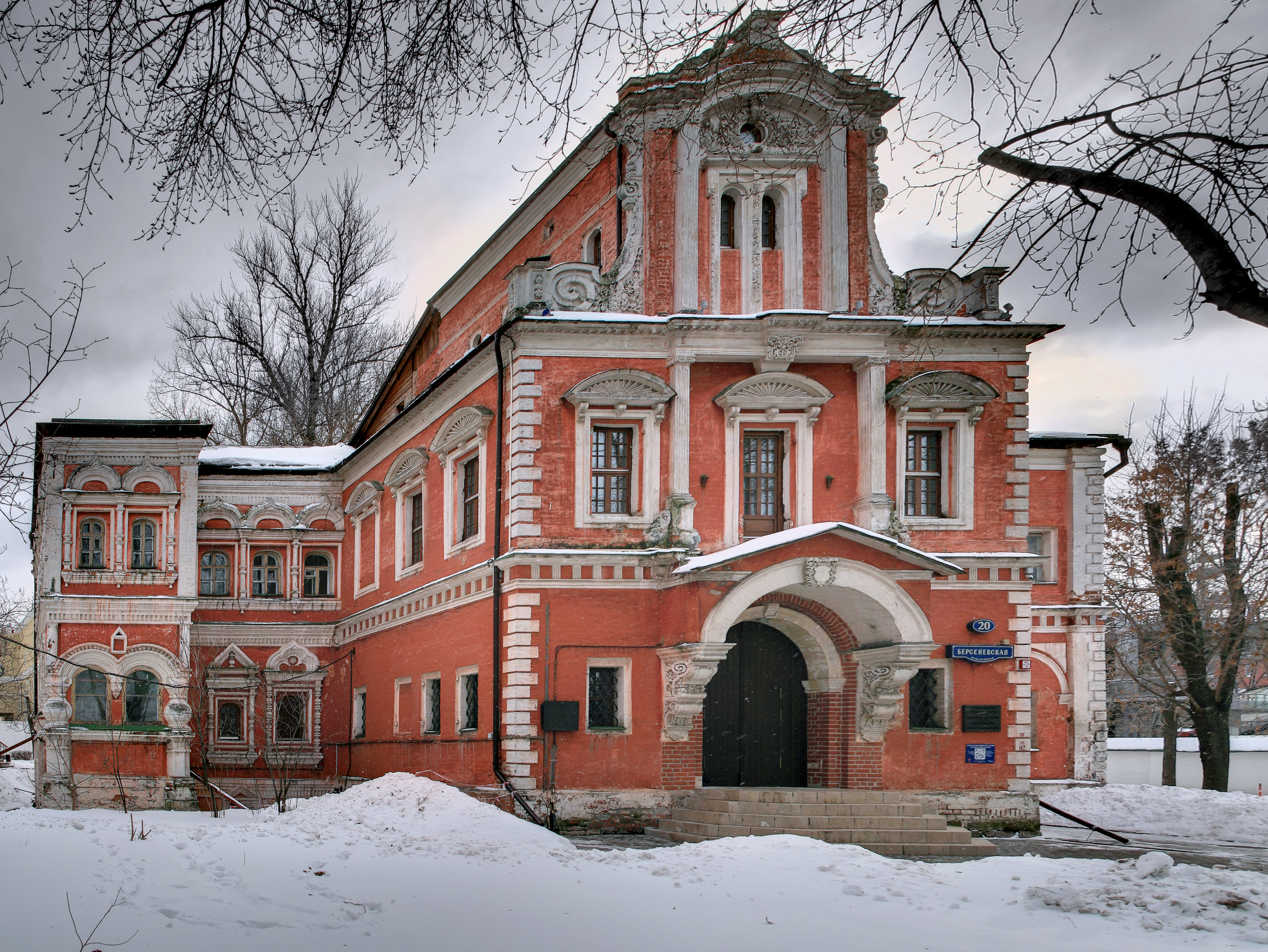
Здание НИИ краеведческой и музейной работы, в котором работала А. Б. Закс

С 1933 по 1963 год являлась старшим научным сотрудником (1933—1939), заведующей экспозиционным отделом истории XIX века Государственного исторического музея, одновременно с 1947 года — научный сотрудник НИИ краеведческой и музейной работы.

## Научная деятельность
Под её руководством в 1930—1940-х годах создавались экспозиции Исторического музея по истории России XVIII—XIX веков.
Участвовала в историко-бытовых экспедициях музея. Занялась историей Северо-Восточного Кавказа, включая народное движение под руководством Шамиля и, в частности, деятельностью его соратника Хаджи Ташаева, возглавившего Чеченское восстание 1840 года. В 1936 году руководила историко-бытовой экспедицией Государственного исторического музея на Северном Кавказе (Веденский район Чечни и Буйнакский район Дагестана). В экспедиции были собраны предметы, связанные с жизнью имама Шамиля, и сделана топографическая съёмка бывшего лагеря Шамиля близ селения Дышне-Ведено, записаны рассказы стариков, помнивших и видевших Шамиля. В 1944 году написала диссертацию, однако защитить её смогла лишь в 1946 году (по другим данным в 1955 году).
С 1936 года вела преподавательскую работу, читала лекции по музееведению в вузах столицы. Круг её научных интересов был связан с разработкой теории и методики создания экспозиций исторических музеев.
Автор работ по музееведению, а также очерков по истории музеев Москвы: Исторического музея, Музея Революции, Оружейной палаты Московского Кремля и других. Написала мемуары «Эта долгая, долгая, долгая жизнь. Воспоминания».
Жила в Москве на Большой Дорогомиловской улице, 58. Умерла 8 октября 1996 года, похоронена в колумбарии Нового Донского кладбища.

## Труды
- Закс А. Б. Дискуссия о движении Шамиля // Вопросы истории. 1947. № 11. С. 134—140.
- Закс А. Б. Методика построения экспозиции по истории СССР. С древнейших времён до Великой Октябрьской социалистической революции. М.: Госкульпросветиздат, 1957. 127 с.
- Закс А. Б. Из истории Государственного исторического музея (1917—1941) // Очерки истории музейного дела в России. М. 1960. Вып. 2.
- Закс А. Б. Из истории Государственного исторического музея (1941—1957) // Очерки истории музейного дела в России. М. 1961. Вып. 3.
- Закс А. Б. Музеи исторического профиля в 1917—1934 гг. // История СССР, 1962, N 5.
- Закс А. Б. Из истории Государственного музея Революции СССР (1924—1934 гг.) // Очерки истории музейного дела в СССР. М., 1963. Вып. 5. (Труды Научно-исследовательского института музееведения; вып. 10.).
- Закс А. Б. Популяризация исторических знаний музеями // Вопросы архивоведения. 1965. № 4.
- Закс А. Б. Опыт изучения и пропаганды истории революционной Москвы в 20-е годы XX в. // Из истории экономической и общественной жизни России. М., 1976. С. 278.
- Закс А. Б. Речь А. В. Луначарского на конференции по делам музеев // Археографический ежегодник за 1976 год. Отделение истории Академии наук СССР; Археографическая комиссия. М., 1977.
- Закс А. Б. Всероссийский музейный съезд // Вопросы истории. 1980. № 12. С. 164.
- Закс А. Дом на Красной площади // Советская культура. 1985. 7 мая. С. 3.
- Закс А. Б. Первая Всероссийская конференция по делам музеев. Февраль 1919 г. (По материалам отдела письменных источников Государственного исторического музея) // Актуальные вопросы изучения фондов музея по истории советского общества. М.: Государственный исторический музей, 1982. (Труды ГИМ; выпуск 55).
- Закс А. Б. Музейная экспозиция. Научная подготовка // Музееведение. Музеи исторического профиля. М., 1988.
- Закс А. Б. Как я защищала диссертацию и пыталась её опубликовать // Вопросы истории. 1989. № 6. С. 164—167.
- Закс А. Б. 1929 год: несколько штрихов // Вопросы истории. 1990. № 6. С. 188.
- Закс А. Б. Дружинин Н. М. // Краеведы Москвы. М., 1991. С. 259.
- Закс А. Б. Трудные годы // Вопросы истории. 1992. № 4. С. 157.
- Закс А. Б. 60 лет знакомства с Н. М. Дружининым // Экономическая и общественная жизнь: Первые Дружининские чтения. М., 1992. Т. 2. С. 333—344.
- Закс А. Б. Ташев Хаджи // Вопросы истории. 1993. № 4. С. 140.
- Закс А. Б. Музееведческий центр России (1930—1960-е годы) // Вопросы истории. 1994. № 10. С. 160.
- Закс А. Б. В гостях у имама: вождь в повседневной жизни // Родина, 1994. № 3—4.
- Закс А. Б. Эта долгая, долгая, долгая жизнь: Воспоминания (1905—1963): в 2 книгах / А. Б. Закс; отв. ред. А. И. Шкурко. — М.: ГИМ, 2000.